# Karakert
Karakert là một đô thị thuộc tỉnh Armavir, Armenia. Dân số ước tính năm 2011 là 4556 người.